# Kelajno (Amazonka)
Kelajno (także Celaeno, gr. Κελαινώ Kelainṓ, łac. Celaeno) – w mitologii greckiej Amazonka. 
Dwukrotnie oddała się Prometeuszowi, w celu podtrzymania rodu. Miała z nim dwie córki nieznane z imienia, które zostały Amazonkami oraz syna Deukaliona.